# سنت فولاذي 1943
سنتات الفولاذ لعام 1943 هي عملات أمريكية من فئة سنت واحد، سُكّت من الفولاذ بسبب نقص النحاس خلال الحرب العالمية الثانية. أنتجت كل من دور سكّ النقود في فيلادلفيا، دنفر، وسان فرانسيسكو سنتات لينكولن هذه من عام 1943. أدى تركيبها الفريد (فولاذ منخفض الجودة مطلي بالزنك، بدلاً من تركيبتها البرونزية السابقة التي كانت تعتمد على 95٪ نحاس) إلى إطلاق ألقاب مختلفة عليها، مثل سنت الحرب، بنس الحرب الفولاذي، سنت الزنك، وسنت الفولاذ. يحمل سنت الفولاذ لعام 1943 تصميم فيكتور ديفيد برينر نفسه الذي استخدمه سنت لينكولن المستخدم منذ عام 1909.

## تاريخ
نظرًا للاحتياجات الحربية للنحاس لاستخدامه في الذخيرة وغيرها من المعدات العسكرية خلال الحرب العالمية الثانية، أجرت دار سك العملة الأمريكية أبحاثًا متعددة للحد من الاعتماد على النحاس وتحقيق أهداف الحفاظ عليه. بعد تجربة عدة بدائل (تراوحت بين معادن أخرى إلى البلاستيكات) لاستبدال سبيكة البرونز القياسية آنذاك، سُكت قطعة سنت واحدة باستخدام الفولاذ المطلي بالزنك. أدى استخدام هذه السبيكة إلى جعل العملات الجديدة قابلة للمغنطة وأخف وزنًا بنسبة 13٪. وسُك هذه القطع في دور السك الثلاث التابعة للولايات المتحدة: فيلادلفيا، دنفر، وسان فرانسيسكو. وكما هو الحال مع سنتات البرونز، احتوت العملات من الموقعين الأخيرين على علامتي السك "D" و"S" على التوالي أسفل التاريخ.
ومع ذلك، بدأت المشكلات بالظهور نتيجة عملية السك. فعند سكها حديثًا، كثيرًا ما يُخلط بين هذه القطع النقدية وقطعة العشرة سنتات. كما أن آلات البيع الآلي (التي تقبل سنتات النحاس) تحتوي على مغناطيسات تهدف إلى التقاط العملات الفولاذية المزيفة، لكنها تلتقط أيضًا سنتات الفولاذ الحقيقية. ونظرًا لأن عملية الغلفنة لم تكن تغطي حواف القطع النقدية بالكامل، فيؤدي العرق أو الرطوبة بسرعة إلى تآكل المعدن بسبب الصدأ. بعد موجة من الاعتراضات العامة، طورت دار سك العملة الأمريكية عملية يُعاد تدوير أغلفة القذائف النحاسية المستخدمة في الحرب، وخلطها مع النحاس النقي لإنتاج سبيكة قريبة من تركيبة عامي 1941–1942. استُخدمت هذه السبيكة في سك السنتات التي تحمل تواريخ 1944 إلى 1946، قَبل أن تعود إلى التركيبة السابقة للحرب. على الرغم من أن هذه القطع استمرت في التداول حتى الستينيات، جمعت دار السك كميات كبيرة من سنتات عام 1943 وإتلافها.
السنت الفولاذي هو العملة الأمريكية الوحيدة التي تُصدر بشكل منتظم ويُمكن التقاطها بمغناطيس. السنت الفولاذي العملة الوحيدة التي أصدرتها الولايات المتحدة للتداول ولا تحتوي على أي نحاس. (احتوت العملات الذهبية الأمريكية في أوقات مختلفة على نسبة نحاس تتراوح بين 2% و10%، مما زاد من مقاومة التآكل بجعل العملات الذهبية الخالصة أكثر صلابة).

## الاختلافات ذات الصلة

### سنت نحاسي 1943

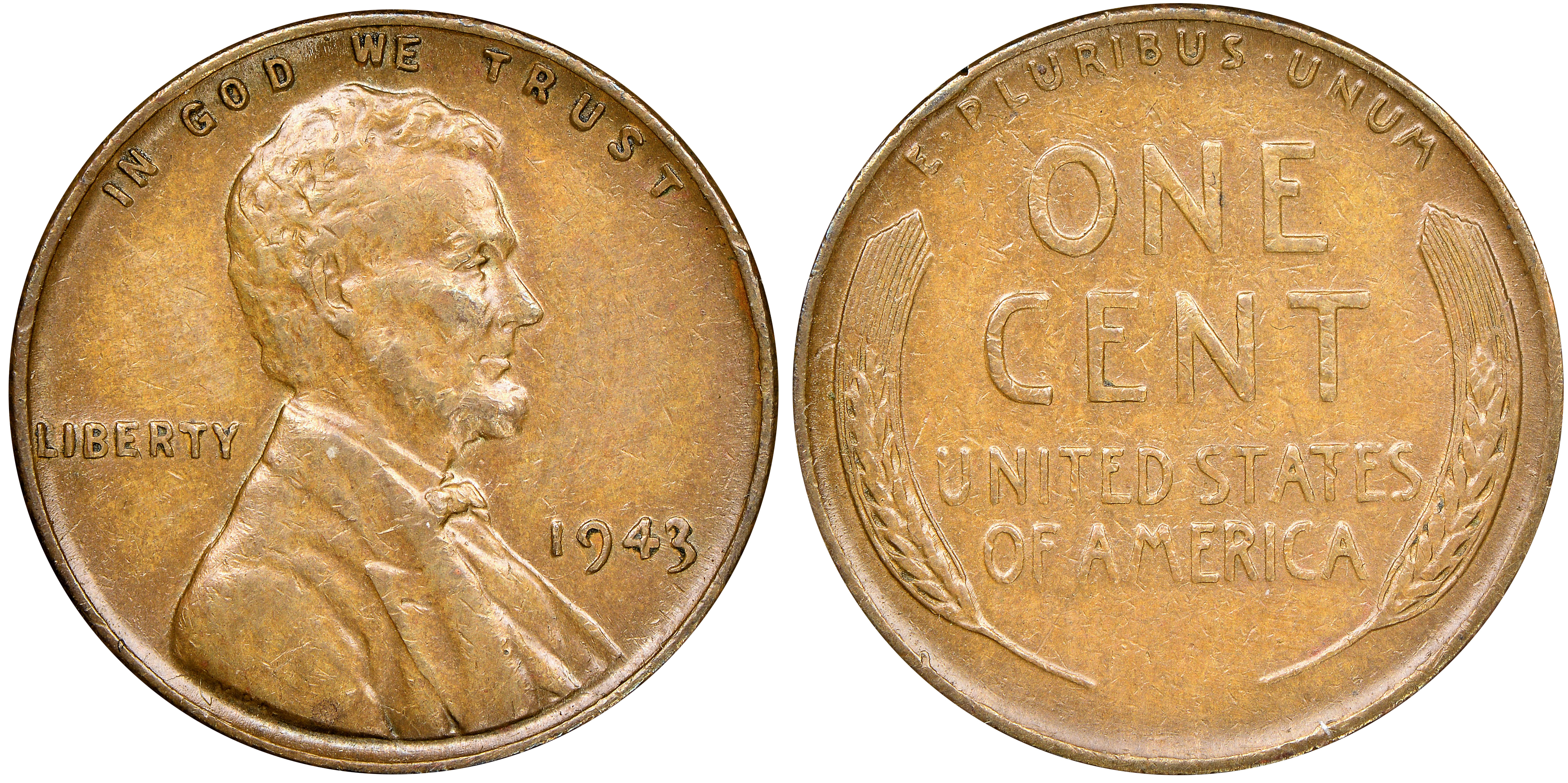
1943 copper cent

يُعد سنت النحاسي لعام 1943 من أندر القطع في سلسلة سنتات لنكولن، أندر بكثير من قطعة سنت عام 1955 ذات القالب المزدوج. يُعتقد أن ما يقرب من 40 قطعة سُكّت بهذه الطريقة، وتأكد من وجود 13 قطعة فقط حتى الآن. حدث الخطأ عندما تُركت قطع نحاسية داخل المكابس وآلات السك أثناء الانتقال من استخدام الأقراص النحاسية إلى أقراص فولاذية مطلية بالزنك في عام 1943. اكتشفت هذه القطع بعد نهاية الحرب، ظهرت أول قطعتين في عام 1947، وظهرت قطعة أخرى في عام 1958. عُرضت إحدى هذه القطع في مزاد لـ آبي كوسوف عام 1958، لكنها سُحبت قبل إتمام البيع. وفي عام 2010، بيعت إحدى القطع، التي تعود إلى دار السك في دنفر وكانت بحالة غير متداولة، مقابل أكثر من 1.7 مليون دولار أمريكي.

#### مزيفة
زور العديد من الأشخاص العملة إما عن طريق طلاء سنتات عادية من عام 1943 بالنحاس (احيانًا كتحف فنية لا نية للاحتيال) أو تغيير سنتات من تلك الفترة. عادة عملات معدنية مؤرخة 1945, 1948 أو 1949.
تختلف سنتات عام 1943 النحاسية عن نظيراتها المصنوعة من الفولاذ في أربعة أوجه رئيسية:
- لا تنجذب سنتات عام 1943 النحاسية الحقيقية إلى المغناطيس، في حين أن السنتات المطلية بالنحاس والمصنوعة من الفولاذ تُظهر انجذابًا مغناطيسيًا قويًا.
- تزن السنتات النحاسية 3.11 غرام، تزن السنتات الفولاذية 2.702 غرام.
- يتميز الرقم 3 في عام 1943 بنفس الذيل الطويل الموجود في السنتات الفولاذية. يمكن ملاحظة أي تلاعب في السنتات النحاسية ذات التواريخ اللاحقة بسهولة عند مقارنتها جنبًا إلى جنب مع السنتات الأصلية التي تنتهي سنتها بالرقم 3.
- تُظهر جودة الضرب دقة استثنائية، خاصة حول الحافة، وذلك لأن القطع النحاسية اللينة تُضرب باستخدام نفس الضغط العالي المستخدم في السنتات الفولاذية.

### سنت قصدير 1943

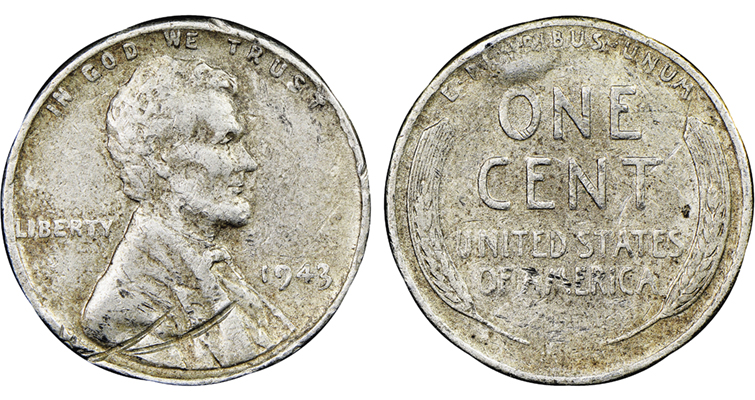
1943 tin cent

في عام 2019، وثقت شركة التصنيف NGC سنت لعام 1943 كان بحالة متآكلة، مصنوع من تركيبة تتكون من 86.41٪ قصدير و8.37٪ أنتيمون، بالإضافة إلى آثار من معادن أخرى. اكتشفت القطعة النقدية من قِبل هاوٍ لجمع العملات في ولاية أوريغون، عَثر عليها في فناء منزل والده حوالي عام 1969، ولاحظ في عام 2019 أثناء بحثه في مجموعته عن سنتات نحاسية من عام 1943 أنها لا تنجذب إلى المغناطيس. يُرجح أن هذه القطعة كانت نتيجة خطأ في الضرب أو أنها سُكت عمدًا كنموذج تجريبي في أواخر عام 1942 باستخدام قالب أمامي مخصص للعام التالي. ومع ذلك، لم يُعثر حتى الآن على أي دليل موثق يُشير إلى وجود نموذج تجريبي مسكوك بهذه التركيبة المعدنية.
عُثر على القطعة النقدية وهي في حالة تالفة بشدة، إذ كانت تحتوي على شقين كبيرين وانحناءة خفيفة. وبسبب اعتقاده بأنها قطعة من السنت الفولاذي، استخدم مكتشفها ملزمة لِتقويمها حتى تتناسب مع حجم فتحة ألبوم العملات. يبلغ وزن القطعة 2.702 غرام.

### سنت فولاذي 1944

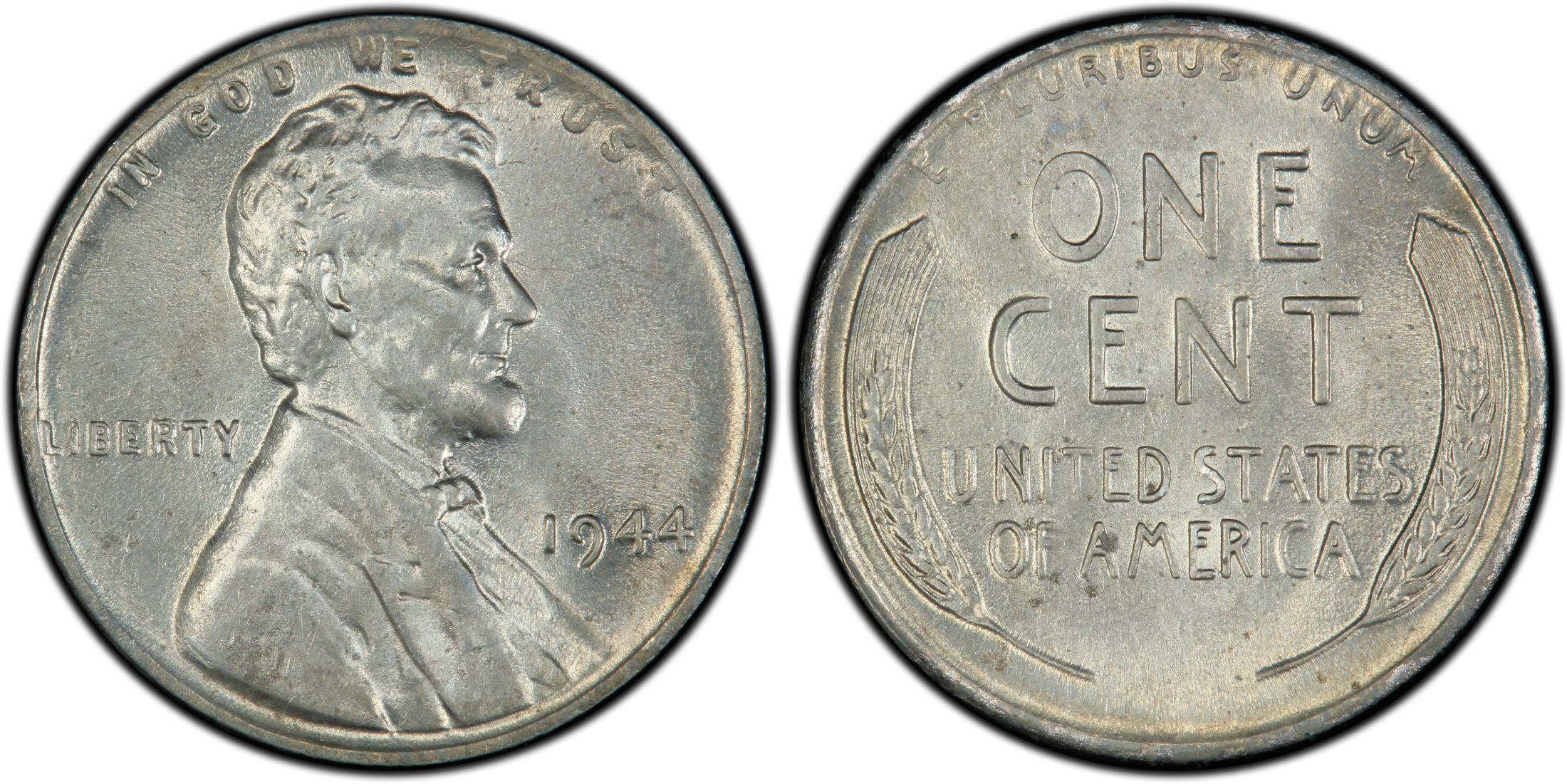
1944 steel cent

في خطأ مشابه لخطأ سنتات عام 1943، سك عدد قليل من سنتات عام 1944 على قطع فولاذية متبقية من عام 1943. وطُرح تفسيران لسبب حدوث هذا الخطأ. الأول يُرجع السبب إلى أن قطع الفولاذ (الفراغات المعدنية) من العام السابق ظلت في خزانات ومكابس السك واختلطت مع قطع النحاس. أما التفسير الثاني، فيُنسب الخطأ إلى سك دار فيلادلفيا الأمريكية 25 مليون قطعة نقدية من فئة فرنكين بلجيكيين بعد تحرير بلجيكا من الاحتلال النازي. هذه العملات من نفس تركيب سنتات 1943 المعدنية، واستُخدمت نفس الفراغات الفولاذية، لكنها تختلف قليلًا في الوزن. بشكل عام، سنتات 1944 الفولاذية أقل عددًا من نظيراتها النحاسية لعام 1943، وهي أكثر قيمة منها. بيع أحد هذه الأمثلة التي ضُربت في دار سان فرانسيسكو مقابل 373,750 دولارًا في مزاد أُقيم في أغسطس 2008 من قِبل دار Heritage Auctions. وهذا أعلى سعر يُدفع في مزاد مقابل سنت من فئة لينكولن حتى 23 سبتمبر 2010، عندما تجاوزه سنت برونزي من إصدار 1943-D.

## تكلفة السك
على الرغم من أن بنس الولايات المتحدة يُعرف على نطاق واسع بأنه يُكلف أكثر من قيمته الاسمية من حيث تكلفة السك، حققت الولايات المتحدة في الواقع أرباحًا كبيرة من سك العملات المعدنية الفولاذية. ففي عام 1943، بلغت تكلفة الطن الإجمالي من الفولاذ 34 دولارًا أمريكيًا فقط.

## عملات معدنية جديدة
نظرًا لتعرض العديد من بنسات الفولاذ للتآكل وفقدان البريق بعد دخولها التداول بفترة قصيرة، حسّن بعض التجار الذين باعوا هذه العملات كقطع تذكارية مظهرها "إعادة المعالجة" – أزالوا الطلاء الزنكي الأصلي ثم أعادوا طلاؤها بالزنك أو الكروم. غالبًا ما توصف هذه العملات المُعادة المعالجة بشكل خاطئ بأنها "غير متداولة ومتلألئة" أو بعبارات مشابهة، من قِبل بائعين غير مطلعين أو غير أمناء على الإنترنت.